# 小笠原忠嘉
小笠原 忠嘉（おがさわら ただひろ）は、江戸時代後期の大名。豊前国小倉新田藩（千束藩）の第7代藩主、のち豊前小倉藩の第8代藩主。小笠原家宗家9代。千束藩主時代の名乗りは小笠原 貞嘉（おがさわら さだひろ）。小倉新田藩5代藩主・小笠原貞哲の4男。

## 生涯
江戸にて誕生。幼名は直之進。嘉永4年（1851年）5月2日、兄・貞謙の死去により、末期養子として家督を継いだ。小倉新田藩主となり、小笠原貞嘉と名乗った。安政元年（1854年）6月5日、本家の小倉藩主・小笠原忠徴の養嗣子となって忠嘉と改名する。小倉新田藩は三兄の貞寧が継ぐこととなった。安政2年12月16日、従五位下伊予守に叙任する。
安政3年（1856年）8月29日、養父忠徴が死去したため、家督を継ぐ。安政4年12月16日、従四位下右近将監に叙任する。忠徴が藩政改革を行なって成功していたため、この頃の小倉藩では白黒騒動などによる衰退から再建が進んでいた。忠嘉の治世では殖産興業政策が推し進められ、軍備も充実し、金山開発を再興し、薬剤を独自に開発してそれを領民に無料で処方するなど、さらに藩政の再建が進んだ。しかし白黒騒動の余波は消えず、忠嘉の時代にも家臣団は二派に分かれて派閥争いを繰り返していたと言われている。
万延元年（1860年）6月25日（幕府への届出は10月26日）、22歳で死去し、一族の安志藩主・小笠原貞幹（忠幹と改名）が跡継ぎに迎えられた。

## 系譜
- 父：小笠原貞哲（1802-1857）
- 母：新井氏
- 養父：小笠原貞謙（1827-1851）、小笠原忠徴（1808-1856）
- 正室：なし
- 側室：なし
- 養子
  - 男子：小笠原忠幹（1827-1865） - 小笠原長武の次男